# Arc de Trajan (Ancône)
Pour les articles homonymes, voir Arc de Trajan.
L'Arc de Trajan d'Ancône est un Arc de triomphe romain bâti au début du IIe siècle (114 ap. J.-C.) et construit à la gloire de l'empereur Trajan. L'arc est l'œuvre de l'architecte syrien Apollodore de Damas. Le monument de 18 mètres de haut est un arc simple, composé d'une arcade flanquée de chaque côté de deux paires de colonnes en style corinthien le tout en marbre blanc de Paros.
Une inscription sous l'arc autrefois en bronze, est dédiée à Trajan pour avoir fait construire le port d'Ancône et d'avoir donné le libre accès à tous les bateaux.

## Description
Fait de marbre turc (provenant des carrières de l'île de Marmara), il s'élève à 18,5 mètres d'altitude un large escalier menant à un haut podium où il est situé. La porte de l'arc fait 3 m de large et est flanquée par des paires de colonnes corinthiennes cannelées posées sur un piédestal. Les dimensions sont les mêmes que celles de l'arc de Titus à Rome, mais il est plus haut, afin que les statues en bronze de Trajan à cheval, surmontant son épouse Plotine et sœur Marciana, servent de point de repère pour les navires s'approchant du plus grand port de l'Adriatique de l'époque.

## Histoire

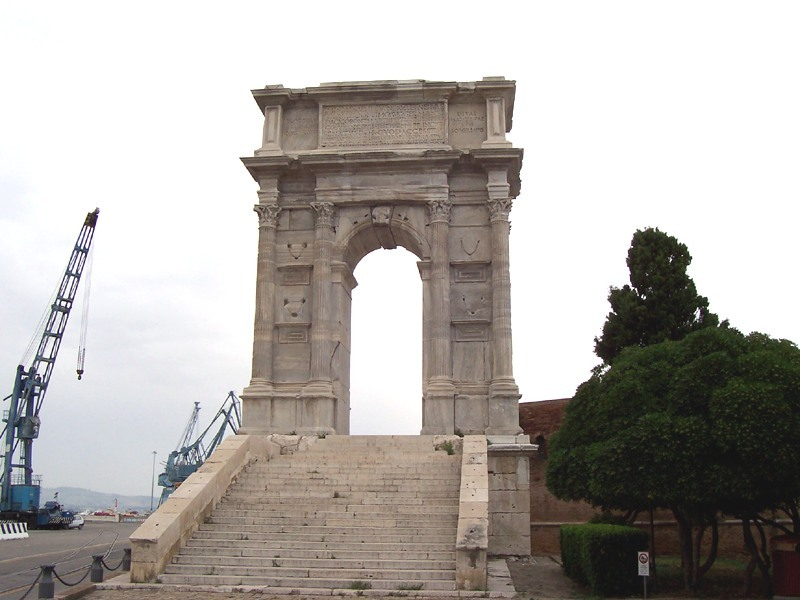
L'Arc de Trajan

L'arc de Trajan à Ancône est un arc triomphal romain érigé par le Sénat et le peuple de Rome sous le règne de l'empereur Trajan. Il fut construit en l'honneur de cet empereur, après qu'il eut par ses seuls deniers élargi le port de la ville, amélioré les quais et les fortifications. C'est de là que Trajan partit pour la guerre victorieuse contre les Daces.
L'arc de Trajan d'Ancône serait l'œuvre de Apollodore de Damas, L'Arco eretto a Nerva Trajano nel porto d'Ancona .
Les inscriptions, qui restent lisibles, étaient en bronze, mais cette dorure, ainsi que les frises et les statues, ont été prises par les Sarrasins en 848. 
La date de construction figure inscrite sur l'arcade ; le texte de l'inscription principale est le suivant :
Deux autres textes figurent de chaque côte de cette inscription principale :
- à droite : «DIVAE MARCIANAE AUG. SORORI. AUG. »
- à gauche : « PlOTINAE AUG. CONIUG. AUG. »

Ces inscriptions certifient que l'Arc a été construit aussi en honneur Plotine, épouse de Trajan et Marciana, sa sœur.
L'escalier a été construit en 1859.
L'arc qui est en bon état a été récemment restauré.